# La Planète Miracle

La Planète Miracle (地球大紀行, Chikyû Daikikô , La grande épopée de la terre, plus connu sous le titre international The Miracle Planet) est une série de douze documentaires produite par NHK et Antenne 2.
Originellement produite au Japon en 1987 par NHK, la série s'est rapidement exportée dans de nombreux pays (14 au total), dont la France en 1988. Elle a remporté un prix international décerné par la Société japonaise des droits des auteurs, des compositeurs et des éditeurs.

## Présentation
La Planète Miracle aborde divers thèmes autour des origines de la Terre et de la vie qui s'est formée sur celle-ci. L'ensemble de la série suit un développement cohérent, avec une introduction et une conclusion menant à la réflexion sur l'importance de préserver notre belle planète.

## Émissions
- Liste des émissions :

1. Au commencement, la troisième planète (écrite et réalisée par Naoji Ono)
2. La grande fissure (écrite et réalisée par Hirohiko Sano)
3. Australie, mer primitive (écrite et réalisée par Shiro Takenaka)
4. Le mystère de l'atmosphère (écrite et réalisée par Masaru Ikeo)
5. La naissance des grandes chaînes de montagnes (écrite et réalisée par Takashi Nakazato)
6. La grande forêt (écrite et réalisée par Masaru Ikeo)
7. La vallée des dinosaures (écrite et réalisée par Shiro Takenaka)
8. L'invasion des glaciers (écrite et réalisée par Haruo Sakitsu)
9. Sahara, la grande migration (écrite et réalisée par Nabuo Isobe)
10. Des champs de lave à la terre cultivée (écrite et réalisée par Yukio Yamada)
11. L'atmosphère, une protection pour la Terre (écrite et réalisée par Naoji Ono)
12. Terre, planète fragile (écrite et réalisée par Shiro Takenaka)

Les émissions, d'une durée comprise entre 50 et 60 minutes, sont commentées en français par Macha Méril et Bernard Murat.

## Musique
La musique, d'inspiration électronique, easy listening et new age, a été composée par Yoichiro Yoshikawa, avec le concours de Kiyohiko Senba, et du Gavin Wright & Astate Orchestra.
Elle est rééditée à la fin des années 2000 par la société de production de son auteur, et disponible depuis à la vente en ligne.

## Publication
L'intégrale de la série est sortie en VHS le 5 juin 2000 dans un coffret aux couleurs de la Terre, chez Une Vidéo.
La série est aussi sortie en coffret DVD le 22 septembre 2005, chez TF1 Video, mais étrangement, seules six émissions sur les douze sont proposées.

## Autour de la série
Une suite de neuf émissions, intitulée La Planète Miracle 2, a été diffusée en 1995 sur France 2, avant d'être éditée en VHS en 1999.
Une nouvelle version est également sortie en 2005. Toujours intitulée "MIRACLE PLANET", et réalisée en 2004 par Shigenori Mizuno, elle est produite conjointement par L'Office National du Canada et la société de production japonaise NHK. Elle comporte 6 épisodes, narrés en anglais par l'acteur Christopher Plummer, de 44 minutes chacun :
1. The Violent Past
2. Snowball Earth
3. New Frontiers
4. Extinction and Rebirth
5. Survival of the Fittest
6. Human Earth